# Марьин, Алексей Борисович
Алексей Борисович Марьин (29 октября 1964, Москва, РСФСР — 10 августа 2016) — советский и российский хоккеист, вратарь, бронзовый призёр чемпионата мира и чемпион Европы (1991), чемпион МХЛ (1994).

## Биография
Алексей Марьин — воспитанник спортивной школы ЦСКА. В сезоне 1983/1984 выступал за свердловский СКА, а затем, в 1984—1987 годах, за уфимский «Салават Юлаев». После этого перешёл в московский «Спартак», за который продолжал выступать до сезона 1992/1993. В составе «Спартака» Марьин дважды становился призёром национального чемпионата, дважды выигрывал Кубок Шпенглера, в 1990 году был признан лучшим вратарём этого международного турнира.
В составе сборной СССР участвовал в чемпионате мира и Европы 1991 года, где вместе с командой стал бронзовым призёром чемпионата мира, а также завоевал звание чемпиона Европы. Также участвовал в Кубке Канады 1991 года. Всего за сборную СССР провёл 19 игр.
В сезоне 1992—1993 годов Марьин выступал за австрийский «Грац», в составе которого стал серебряным призёром чемпионата Австрии.
В 1993—1995 годах выступал за тольяттинскую «Ладу», в составе которой в 1994 году завоевал золотые медали чемпионата Межнациональной хоккейной лиги и выиграл Кубок Межнациональной хоккейной лиги. В 1995—1996 годах играл за московский клуб «Крылья Советов», в 1996—1997 годах — за СКА (Санкт-Петербург), а в 1997—1998 годах — за подмосковный клуб «Кристалл» Электросталь. В 1998—2000 годах Марьин играл за венгерский клуб «Альба Волан», в составе которого в 1999 году стал чемпионом Венгрии.
Скончался 10 августа 2016 года (по другим данным — 9 августа). Похоронен на Хованском кладбище.

## Достижения
- Бронзовый призёр чемпионата мира и чемпион Европы — 1991[2].
- Чемпион МХЛ — 1994[2].
- Обладатель Кубка МХЛ — 1994[11].
- Серебряный призёр чемпионата СССР — 1991.
- Бронзовый призёр чемпионата СНГ — 1992.
- Обладатель Кубка Шпенглера — 1989, 1990[3][4].
- Чемпион Венгрии — 1999[8].
- Серебряный призёр чемпионата Австрии — 1993[7].
- Бронзовый призёр юниорского чемпионата Европы — 1982[12].